# When the Wind Blows
"When the Wind Blows" é uma canção gravada pelo músico britânico David Bowie. A faixa foi escrita por Bowie e Erdal Kızılçay para a trilha sonora do filme homônimo.

## Outros lançamentos
A canção foi também lançada nos seguintes álbuns:
- Never Let Me Down (relançamento de 1995)
- Best of Bowie (2002) (algumas regiões)
- The Platinum Collection (2005)
- The Best of David Bowie 1980-1987 (2005/2006)

## Créditos
Produtores
- David Bowie
- David Richards

Músicos
- David Bowie – vocais
- Erdal Kızılçay